# Gagrellula bicolor
Gagrellula bicolor is een hooiwagen uit de familie Sclerosomatidae.